# مدیلبروک (ویرجینیا)
مدیلبروک (به انگلیسی: Middlebrook) یک منطقهٔ مسکونی در ایالات متحده آمریکا است که در شهرستان آگاستا، ویرجینیا واقع شده‌است. مدیلبروک ۲۱۳ نفر جمعیت دارد.